# Madonna s dítětem a svatými (Domenico Veneziano)
Obraz Domenica Veneziana Madonna s dítětem a svatými byl určen jako oltářní obraz pro kostel Santa Lucie dei Magnoli ve Florencii. 

## Popis
Obraz není inovativní jen pro svůj tehdy neobvyklý obdélníkový tvar, ale také díky své světelné koncepci. Tato práce se světlem je charakteristická nejen pro Veneziana, ale i Pierra della Francesca. Pierre právě přicestoval do Florencie a s Veneziem spolupracoval na dnes již neexistujících freskách v kostele Sant Ediglio. Umělci se podařilo zachytit zářivé ranní světlo dopadající shora. Světlo změkčuje formy a pastelové tóny dodávají obrazu zářivosti. Celá scéna se odehrává pod odlehčeným portikem s lomenými oblouky, křížovou klenbou podpíranou křehkými sloupy. Pozadí tvoří perspektivně namalovaná mnohaúhelníková stavba s nikami. Ve středu obrazu sedí Madonna s Jezulátkem na klíně. Po stranách stojí sv. František, Jan Křtitel, sv. Zanobi a sv. Lucie. V nikách jsou zobrazeny pomerančové květy. V té době nebyly ve Florencii vzácností. Byly do města přivezeny v době konání basilejského církevního koncilu roku 1439 jako dar z Východu.

## Obrazy z predelly
Obrazy z predelly, jež byly později odděleny, jsou v muzeích v Cambridgi, Berlíně a Washingtonu.